# Blast (Comic)
Blast (französisch Blast) ist ein vierteiliger Comic von Manu Larcenet. Er erzählt die Geschichte des unter Mordverdacht stehenden Polza Mancini. Im Polizeiverhör berichtet dieser, wie er sein bürgerliches Leben als Gastronomiekritiker hinter sich gelassen hat, um den von ihm sogenannten „Blast“ zu erfahren.

## Handlung
Den Handlungsrahmen bildet das Verhör zwischen zwei namenlos bleibenden Polizisten und dem Mordverdächtigen Polza Mancini. Der stark adipöse Protagonist schildert den beiden Polizeibeamten freimütig und umfangreich die Geschichte seines eigenen Niedergangs. Im Verlauf der Handlung wechselt die Perspektive immer wieder zwischen der rückblickenden Schilderung Mancinis und dem Polizeiverhör.
Mancini führt eine unaufgeregte Ehe und ist erfolgreicher Autor von Gastronomiebüchern. Nach dem Tod seines Vaters bricht Mancini radikal mit seinem bürgerlichen Leben und begibt sich auf eine Wanderung ohne Ziel. Treibende Kraft seiner Reise als Obdachloser wird die Suche nach dem titelgebenden „Blast“ (englisch für „Explosion“), einer Art epileptischem Rauschzustand, den Mancini das erste Mal kurz nach dem Tod seines Vaters erlebt. Der Protagonist empfindet diese ekstatischen Episoden als Momente größten Glücks und tiefer innerer Ruhe. Dabei spielen Sucht und zum Teil exzessiver Konsum von etwa Alkohol, Heroin, Schokoladenriegeln oder Tabletten eine zentrale Rolle.

## Stil
Larcenet setzt als Zeichenmittel unter anderem Tusche, Aquarell und Kohle ein. Die düsteren, schwermütigen Zeichnungen der Haupthandlung, das Polizeiverhör und Mancinis Geschichte seiner Verwahrlosung, sind in schwarz, weiß und grau gehalten. Dem gegenüber stehen in starkem Kontrast die Episoden, die einen von Mancini erlebten „Blast“ darstellen. Die wilden und bunten Bilder sind von Larcenets Töchtern gezeichnet. Im Rahmen des Polizeiverhöres symbolisieren die „Blasts“ Ausfallerscheinungen und Erinnerungslücken des Außenseiters Mancini.
Jedes Panel ist als Einzelbild ohne Textelemente angelegt. Sowohl das Arrangement der einzelnen Bilder zu Seiten als auch das Lettering erfolgte anschließend. Für die deutsche Ausgabe übernahm Dirk Rehm das Handlettering.

## Veröffentlichungen
Die Geschichte wurde 2009 bis 2014 in vier Bänden bei Dargaud veröffentlicht. Für die Reihe waren ursprünglich fünf Titel geplant. 2017 erschien eine Gesamtausgabe. Die deutsche Übersetzung von Ulrich Pröfrock veröffentlichte Reprodukt 2012 bis 2015. Es gibt weitere Übersetzungen ins Englische, Finnische, Italienische, Kroatische, Niederländische und Spanische.
- Blast 0: Intégrale complète. Dargaud, 2017, ISBN 978-2-205076-81-3 (Gesamtausgabe)
- Blast 1: Grasse Carcasse. Dargaud, 2009, ISBN 978-2-205063-97-4
  - Blast 1: Masse. Reprodukt, 2012, ISBN 978-3-943143-12-6
- Blast 2: L'Apocalypse selon Saint Jacky. Dargaud, 2011, ISBN 978-2-205067-59-0
  - Blast 2: Die Apokalypse des Heiligen Jacky. Reprodukt, 2013, ISBN 978-3-943143-41-6
- Blast 3: La Tête la première. Dargaud, 2012, ISBN 978-2-205071-04-7
  - Blast 3: Augen zu und durch. Reprodukt, 2013, ISBN 978-3-943143-81-2
- Blast 4: Pourvu que les Bouddhistes se trompent. Dargaud, 2014, ISBN 978-2-205072-73-0
  - Blast 4: Hoffentlich irren sich die Buddhisten. Reprodukt, 2015, ISBN 978-3-95640-023-0

## Auszeichnungen
Der erste Band von Blast wurde im Jahr 2010 mit dem französischen Prix des libraires de bandes dessinées ausgezeichnet. Der zweite Teil der Reihe erhielt im Jahr 2011 den Grand Prix RTL de la bande dessinée. In Deutschland kürte eine Jury der Zeitung Der Tagesspiegel den ersten Teil zum Comic des Jahres 2012.